# Ab van 't Riet
Albert (Ab) van 't Riet (Lutjewinkel, 25 mei 1913 - Wöbbelin, 12 maart 1945) was een Nederlandse verzetsstrijder in de Tweede Wereldoorlog. Hij maakte deel uit van de kern van de Veenendaalse afdeling van de Landelijke Organisatie voor Hulp aan Onderduikers. Van 't Riet werd gearresteerd wegens zijn betrokkenheid bij de Groep Albrecht en overleed in een buitenkamp van Neuengamme.

## Levensloop
Van 't Riet verhuisde toen hij tien was met zijn gezin naar Renswoude. Hij trouwde in 1938 met Gerritje Vermeulen, met wie hij in Veenendaal aan de Fluitersstraat ging wonen. Aan het einde van 1942 werd hij door de sigarenfabrikant Ad van Schuppen, die hij kende via de gereformeerde kerk, gevraagd om deel te nemen aan het verzet. Samen met Van Schuppen, Jaap Spruijt en Dirk van Beek vormde hij de kern van de Veenendaalse afdeling van de Landelijke Organisatie voor Hulp aan Onderduikers. Van 't Riet werd verantwoordelijk voor de verspreiding van distributiebonnen voor onderduikers in Renswoude en Scherpenzeel. Dat deed hij in samenwerking met respectievelijk Sander Lagerweij en Gerard Lagerweij. Van 't Riet had zelf ook onderduikers in huis, terwijl hij tegelijkertijd een Duitse militair ingekwartierd had.
Ad van Schuppen werd op 21 oktober 1943 gearresteerd. Van 't Riet dook vervolgens onder in het Binnenveld. Nadat het Binnenveld na de Slag om Arnhem in september 1944 door de Duitsers werd geëvacueerd keerde hij naar huis terug. Op 21 november 1944 hield de Sicherheitsdienst in Ede de twee Veenendaalse koerierster Truus van Kuyk en Nonnie van de Bosch aan die een boerderij binnenliepen waar de Duitsers net een huiszoeking deden. De SD was een boerderij binnengevallen op basis van informatie van de verzetsman Berend Dijkman. Op basis van de stukken hield de SD op dezelfde dag nog zeven leden van de Groep Albrecht in Veenendaal aan, waaronder Van 't Riet, Jaap Engelaan,Johan Looijen en Auke Sybenga. Van 't Riet werd op het woonadres van verzetsman Jaap Engelaan aan de Kerkewijk gearresteerd.
Van 't Riet werd afgevoerd naar de Koning Willem III-kazerne in Apeldoorn. Na een week werd hij afgevoerd naar Kamp Amersfoort. Vandaar uit slaagde hij erin verschillende briefjes naar zijn vrouw te smokkelen. Op 2 februari 1945 werd Van 't Riet op transport gezet naar Neuengamme, waar hij een kleine week bleef. Op 12 maart 1945 overleed hij in Wöbbelin aan de gevolgen van dysenterie.

## Eerbetoon
Van 't Riet ontving postuum het Verzetsherdenkingskruis.